# Krzysztof Indecki
Krzysztof Leonard Indecki (ur. 1952, zm. 28 grudnia 2021) – polski prawnik, dr hab. nauk prawnych, profesor nadzwyczajny Wydziału Organizacji Sztuki Filmowej Państwowej Wyższej Szkoły Filmowej, Telewizyjnej i Teatralnej im. Leona Schillera w Łodzi i kierownik Katedry Prawa Karnego Międzynarodowego Wydziału Prawa i Administracji Uniwersytetu Łódzkiego. 

## Życiorys
26 września 1986 uzyskał doktorat za pracę pt. Przestępstwo paserstwa, a 23 października 1998 uzyskał stopień doktora habilitowanego w zakresie nauk prawnych na podstawie rozprawy zatytułowanej Prawo karne wobec terroryzmu i aktu terrorystycznego. Pełnił funkcję profesora nadzwyczajnego na Wydziale Organizacji Sztuki Filmowej Państwowej Wyższej Szkoły Filmowej, Telewizyjnej i Teatralnej im. Leona Schillera w Łodzi oraz kierownika Katedry Prawa Karnego Międzynarodowego Wydziału Prawa i Administracji Uniwersytetu Łódzkiego. Był członkiem Konwentu Rzeczników przy Ministerstwie Nauki i Szkolnictwa Wyższego. 

## Życie prywatne
Jego żoną była prawniczka Joanna Agacka-Indecka, która zginęła w katastrofie prezydenckiego samolotu pod Smoleńskiem. Miał córkę Katarzynę. Został pochowany wraz z żoną na Starym Cmentarzu w Łodzi, w części rzymskokatolickiej.

## Publikacje
- 2005: Recenzja książki M. Płachty : The International Criminal Court , Warsaw 2005[1]
- 2008: Jurysdykcja uniwersalna (konferencja AIDP, Xi’an, Chiny)[1]
- 2008: System of Penalties in the Penal Code of 1997, and in the Draft of the Amandments to the Penal Code of 24th April 2007. (część II)[1]
- 2009: Wstęp[1]